# Atlantic Ocean (együttes)
Az Atlantic Ocean egy holland trance/elektronikus duó, melynek tagjai Lex van Coeverden (1970. november 28.) és Rene van der Weyde (1971. augusztus 10.)
A duó legismertebb dala a Waterfall a 90-es évek egyik meghatározó trance himnusza volt, melyet később több dal is követett, többek között a Body in Motion mely szintén slágerlistás helyezés volt, azonban később már több kiadott dal csupán egy-két országban volt mérsékelt siker, és a Waterfall feldolgozásai sem repítették előre a duót.

## Waterfall
A dal eredetileg 1993-ban jelent meg, és több válogatás lemezre is felkerült, többek között a Ministry Of Sound válogatás albumra is. A dalnak három változata jelent meg, a rádió változat, a tranquil mix és az eredeti 12-es kiadás.
A dal 22. helyezett volt az Egyesült Királyság kislemezlistáján 1994 februárjában, majd a későbbi remix változat is helyezést ért el, 1996 novemberében a 21. helyéig jutott.
A dalt az évek során olyan dj-k mixelték, mint ATB, Woody Van Eyden, Peter Parker. Dave Moreaux és Dennis Quin elkészítették a dal 2011-es hivatalos változatát, mely 2011 augusztusában jelent meg.
A dal hangmintáit a brit Lemon Jelly nevű duó eredetileg 93' címmel megjelent dalából keverték, mely a duó '64-'95 című albumán szerepel.
A dal szerepel a Now Dance The Best of 1994 című válogatáslemezen is.

## Diszkográfia

### Stúdióalbum
| Waterfall                                                             | - Megjelent: 1994 augusztus - Label: Clubstitute Records           | 32 |
| Collected Vol.1                                                       | - Megjelent: 2005 június 18. 2008 február - Label: Pegasus Records | –  |
| "—" nem volt slágerlistás helyezés, vagy nem jelent meg az országban. |                                                                    |    |

### Kislemezek
| 1994                                                                  | "Waterfall"           | 3  | 14 | —  | —  | 9  | 22 | —  | 22  | Waterfall     |
| 1994                                                                  | "Body In Motion"      | 14 | 45 | 11 | —  | 11 | 20 | 40 | 15  | Waterfall     |
| 1994                                                                  | "Music is a Passion"  | —  | —  | —  | —  | —  | 71 | —  | 59  | Waterfall     |
| 1995                                                                  | "Lorelei"             | —  | —  | —  | —  | —  | —  | —  | —   | Nem album dal |
| 1996                                                                  | "Waterfall Remix"     | —  | —  | —  | —  | 29 | 27 | —  | 21  | Nem album dal |
| 1996                                                                  | "Set You Free"        | —  | —  | —  | —  | —  | —  | —  | —   | Nem album dal |
| 1997                                                                  | "The Cycle of Life"   | —  | —  | —  | —  | —  | —  | —  | 77  | Nem album dal |
| 1998                                                                  | "Autumn"              | —  | —  | —  | —  | —  | —  | —  | —   | Nem album dal |
| 1999                                                                  | "Trance-Atlantis"     | —  | —  | —  | —  | —  | —  | —  | —   | Nem album dal |
| 2002                                                                  | "Waterfall 2002"      | —  | —  | —  | 84 | —  | —  | —  | 122 | Nem album dal |
| 2006                                                                  | "Poekauw / The Realm" | —  | —  | —  | —  | —  | —  | —  | —   | Nem album dal |
| 2009                                                                  | "Waterfall 2009"      | 21 | —  | —  | —  | —  | —  | —  | —   | Nem album dal |
| "—" nem volt slágerlistás helyezés, vagy nem jelent meg az országban. |                       |    |    |    |    |    |    |    |     |               |